# Trest smrti v Tanzanii
Trest smrti v Tanzanii je legální formou trestu. V zemi existují dva hrdelní zločiny, a to vlastizrada a vražda. V případě vraždy se jedná o mandatorní trest. Nicméně poslední poprava se v Tanzanii konala v roce 1995 a země je tak považována za abolicionistu v praxi. Amnesty International předpokládá, že v roce 2021 byly vyneseny nové rozsudky smrti, ale jejich počet není znám. Podle jejího odhadu čekalo na konci roku 2021 v cele smrti na popravu nejméně 480 lidí. V roce 2019 se zákonností trestu zabýval Nejvyšší soud Tanzanie, který 19. července 2019 shledal, že "neexistuje dostatek důkazů k napadení legálnosti trestu smrti".